# Ливийско-сербские отношения
Ливийско-сербские отношения — двусторонние дипломатические отношения между Ливией и Сербией.
У Ливии есть посольство в Белграде, а у Сербии есть посольство в Триполи.

## История

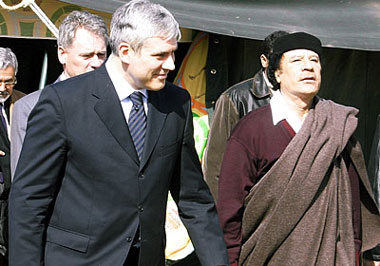
Борис Тадич и Муаммар Каддафи

Муаммар Каддафи построил прочные дипломатические отношения с Югославией, а затем поддерживал их с Сербией.
Одной из наиболее важных связей была торговля оружием сначала между Социалистической Федеративной Республикой Югославией и Ливией, а затем продолжилась с Сербией после распада Югославии. Несколько самолётов ливийских ВВС, которые были захвачены или использовались для защиты сторонников Каддафи, были произведены югославской авиастроительной компанией СОКО в современной Боснии и Герцеговине. Муаммар Каддафи поддерживал сильные дипломатические отношения с Сербией после распада Югославии в 1991-1995 годах . Общественное мнение в Сербии, как сообщается, поддерживает режим Муаммара Каддафи.

### Гражданская война в Ливии
25 августа 2011 года Сербия официально признала Национальный переходный совет в качестве правящего правительства в Ливии. Однако отношения с переходным правительством были натянутыми с самого начала гражданской войны в Ливии, когда 5 сербов были схвачены повстанцами, выступающими против Каддафи, по подозрению в том, что они воевали наемниками Муаммара Каддафи. По состоянию на апрель 2012 года все пятеро по-прежнему находились под стражей в Ливии. Новостное агентство Libya al Youm сообщило, что из Баня-Луки переброшено ещё несколько наёмников. Министр обороны Сербии Драган Шутановац опроверг сообщения о том, что сербские военные самолёты бомбили протестующих против Каддафи.

### Пост-гражданская война
7 ноября 2015 года, как сообщило Министерство иностранных дел Сербии, двое сотрудников сербского посольства в Ливии были похищены неизвестной группой.